# شارملک
شارمِلِک (به مجاری:  Sármellék) یک شهرستان در مجارستان است که در زالا واقع شده‌است.

## خصوصیات
شارملک ۳۵٫۳۷ کیلومترمربع مساحت و ۱٬۸۴۸ نفر جمعیت دارد.